# Rebelión Chamula de 1869
La rebelión Chamula de 1869 o guerra de castas Chiapaneca fue un conflicto militar que se desarrolló en Chiapas, México, entre indígenas tzeltales y chamulas contra el gobierno del estado encabezado por José Pantaleón Domínguez. 
Este episodio bélico comenzó con la aparición de tres piedras de obsidiana en el paraje de Tzajalhemel, situado a un lado del camino que lleva a San Cristóbal de las Casas, que se convirtieron en ídolos para los indígenas. Agustina Gómez Checheb fue la mujer indígena que las descubrió, siendo secundada por el fiscal chamula Pedro Díaz Cuscat, quien supuestamente le ayudaba a interpretar los mensajes divinos, por lo que fueron castigados por el cura chamula Miguel Martínez. 
En San Cristóbal de las Casas, el anarquista Ignacio Fernández de Galindo se adhirió a los indígenas, a quienes entrenó militarmente con el fin de rescatar a Díaz Cuscat y Agustina. La violencia se desató cuando Martínez y otros tres hombres se apoderaron de uno de los tres ídolos, pues los indígenas, enfurecidos, los persiguieron y dieron muerte.
Fernández de Galindo llegó a los límites de San Cristóbal de las Casas con 7000 indígenas armados y exigió la libertad de los presos. Por su parte, el gobernador del estado, el general Pantaleón Domínguez envió al general Crescencio Rosas con un ejército de 90 hombres. Ellos firmaron el Convenio de Esquipulas con Fernández de Galindo; ahí se estipuló que Luisa Quevedo, Benigno Trejo y Fernández de Galindo quedarían detenidos en lugar de Cuscat, Agustina y Manuela, quienes serían puestos en libertad. Ignacio entró en prisión y luego de un juicio fue fusilado junto con Trejo. Luego de estos sucesos, se llevaron a cabo más confrontaciones hasta que finalmente los chamulas perdieron la guerra, aunque ganaron varias batallas.

## Representaciones en ficción
- CASTELLANOS, Rosario (1962) Oficio de tinieblas. México. Ed. Joaquín Mortiz

- Datos: Q6102346